# Mykel Hawke
Mykel "Myke" Hawke (nacido el 29 de noviembre de 1965) es un exfuncionario de las Fuerzas Especiales del Ejército de los Estados Unidos. Es conocido por su papel en Man, Woman, Wild en Discovery Channel, donde coprotagoniza con su esposa, Ruth England. Es el autor de varios libros, recientemente publicó Hawke's Green Beret Survival Manual. Tiene una licenciatura en ciencias de la medicina de la Universidad de Nueva York y una Maestría en Ciencias en Psicología de la Universidad de California en Santa Bárbara. Se ha ganado cinturón negro en Aikido y Judo.
También es anfitrión del show One Man Army. Su primer trabajo en la industria del espectáculo fue como guardia de seguridad para el show Paradise Hotel 2. 
Hawke apareció en el programa Tool Academy. 
Hawke hizo su primera aparición en el cine en Dirty Sanchez: The Movie. 
Como curiosidad, padece de daltonismo.

## Libros
- Hawke's Special Forces Survival Handbook: The Portable Guide to Getting Out Alive  Running Press (26 de abril de 2011) ISBN 978-0-7624-4064-1
- Hawke's Green Beret Survival Manual Running Press (9 de junio de 2009) ISBN 978-0-7624-3358-2
- The Quick and Dirty Guide to Learning Languages Fast Paladin Press (1 de septiembre de 2000) ISBN 978-1-58160-096-4
- In the Dark of the Sun Pixel Dragon Designs (24 de agosto de 2010) ISBN 978-0-9829316-0-8